# Routemaster
Рутмастер (англ. Routemaster — Хозяин маршрута) — тип двухэтажного автобуса (даблдекер), созданный в 1954 году компанией AEC и эксплуатировавшийся в Лондоне с 8 февраля 1956 года по 9 декабря 2005 года. За это время «Рутмастер» стал символом Лондона и, возможно, самым узнаваемым автобусом в мире.

## История
«Рутмастеры» первой серии вводились в строй с 1959 года для замены троллейбусов. Этот процесс полностью завершился к маю 1962 года. Последующие серии «Рутмастеров» приходили на смену более старым моделям автобусов AEC Regent, Leyland Titan RTL и RTW. Последний «Рутмастер» приступил к работе на лондонских улицах в 1968 году.
Автобусы первой серии имели длину в 8,4 метра, более поздние «Рутмастеры» были длиннее — 9 метров.
Автобус завоевал огромную популярность среди лондонцев и гостей британской столицы. Причиной этому была особенность конструкции автобуса — открытая платформа сзади, через которую осуществлялся вход и выход в автобус. Дверей автобус не имел. Открытая платформа позволяла быстро выходить и входить в автобус, при этом не только на остановках, но также и при стоянии на перекрёстке или в пробке. Некоторые даже считают, что эта возможность свободно выходить и заходить соответствовала английскому духу свободы.
Так как вход в автобус осуществлялся сзади, то водитель не мог продавать пассажирам билеты как на других автобусах, в которых вход осуществлялся через переднюю дверь, поэтому экипаж «Рутмастера» состоял из двух человек — водителя и кондуктора. Если другие автобусы стояли на остановке до тех пор, пока водитель не «обилечивал» всех пассажиров, то «Рутмастеры» не страдали от таких задержек, так как кондуктор мог продавать билеты во время поездки.
Списание «Рутмастеров» началось в 1982 году, однако в 1992 году оставшиеся автобусы прошли ремонт, были установлены новые двигатели, отвечающие экологическим нормам.
После этой модернизации срок автобусов был продлён и было получено разрешение на использование этого вида транспорта в течение десяти лет.
С 2003 года «Рутмастеры» стали быстро исчезать с улиц Лондона.

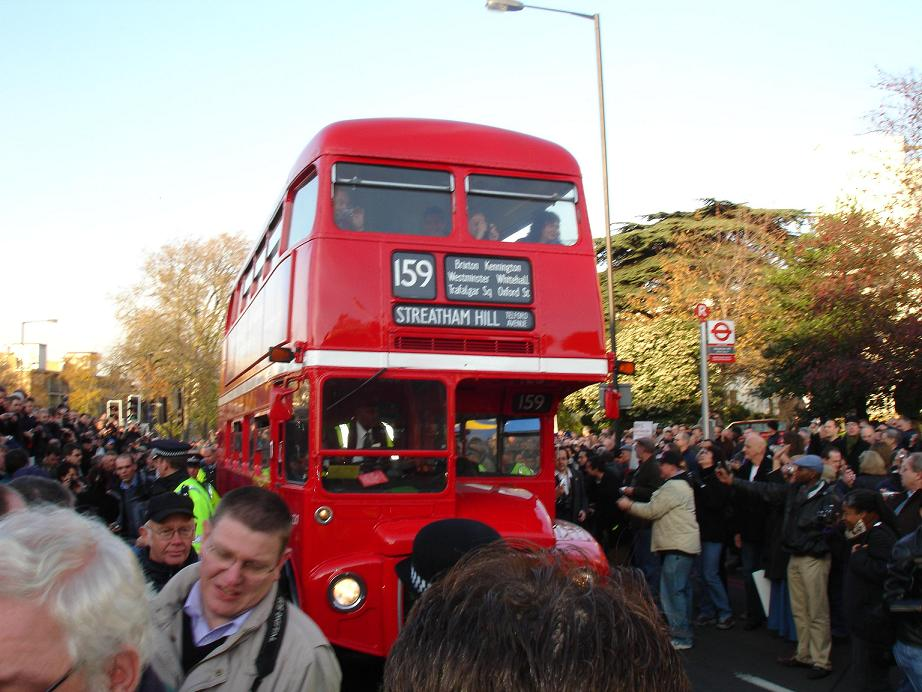
Последний лондонский «Рутмастер» (RM2217) завершает свой последний рейс, прибывая в автобусный парк (Garage in Streatham on the 159), 9 декабря 2005 года

Последний линейный выход «Рутмастера» состоялся 9 декабря 2005 года.
Последний рейс прошёл по 159 маршруту, который пролегает от Марбл Арч до железнодорожной станции Стретем. Вдоль всего маршрута стояли толпы людей, пришедших проститься с автобусом, который в течение почти пятидесяти лет был неотъемлемой чертой Лондона.
Основными причинами списания «Рутмастеров» были следующие: небезопасность открытой платформы, неудобство автобуса для пожилых, пассажиров с детскими колясками, инвалидов (к 2017 году все средства общественного транспорта Великобритании должны быть доступны для данных категорий пассажиров), технический износ, а также цели экономии: современные автобусы не требуют кондукторов, обслуживание автобуса осуществляется одним водителем.
С другой стороны, этот автобус стал частью английской культуры, и завершение работы этих автобусов воспринималась обществом как акт культурного вандализма. К тому же роль кондукторов в салоне автобуса способствовала повышению безопасности пассажиров и снижению количества фактов вандализма в салоне автобусов. Инвалиды не получили больших преимуществ от выпуска других типов автобусов, так как разрекламированные аппарели для инвалидов работали далеко не на всех машинах.

## «Рутмастеры» в культуре
За долгие годы вокруг «Рутмастеров» сформировалась целая культура. Например, первый ряд сидений на верхнем этаже считался «уголком влюблённых». Многие кондукторы, кроме исполнения своих основных обязанностей, зачастую развлекали пассажиров шутками, что создавало особую дружелюбную атмосферу. К тому же, они помогали входить и выходить из автобуса пожилым лицам и пассажирам-инвалидам, чем, по мнению некоторых[кого?], сводилось на нет неудобство автобуса для таких пассажиров.

## Судьба «Рутмастеров» после списания
По состоянию на момент принятия решения о прекращении работы этой модели автобусов (2003 год), на ходу было около 550 машин.
Списанные «Рутмастеры» не сдаются на лом, а продаются всем желающим, цена автобуса для сторонних покупателей составляет около десяти тысяч фунтов стерлингов.
Пять автобусов пополнили экспозицию лондонского музея общественного транспорта.
Многие из этих автобусов вернулись на улицы Лондона, но теперь они возят туристов.
Существуют два обзорных туристических маршрута: от Трафальгарской площади до Тауэрского моста по Стрэнду через Олдвич (маршрут № 15), и от Альберт-холла до Трафальгарской площади (маршрут № 9).
Эти маршруты по состоянию на 2005 год обслуживали 17 «Рутмастеров», проезд на этих маршрутах оплачивается обыкновенными проездными на общественный транспорт Лондона, так что лондонцы и сейчас могут использовать полюбившиеся им автобусы для повседневных поездок.
Существует клуб владельцев «Рутмастеров», который называется «Routemaster Association» и объединяет владельцев этих автобусов.
Эта организация была создана в 1988 году и ставит своей целью сохранение автобусов этой марки.
Основными направлениями работы является просветительские цели, распространение технической информации и налаживание связей с поставщиками компонентов и запасных частей.
В России становится модным использовать «Рутмастеры» под заведения общественного питания, клубы на колесах и для экскурсионного обслуживания. На 2013 год средняя стоимость покупки автобуса в Англии с доставкой в Россию и всеми сопутствующими расходами — примерно 28 тысяч фунтов.

## Модификации

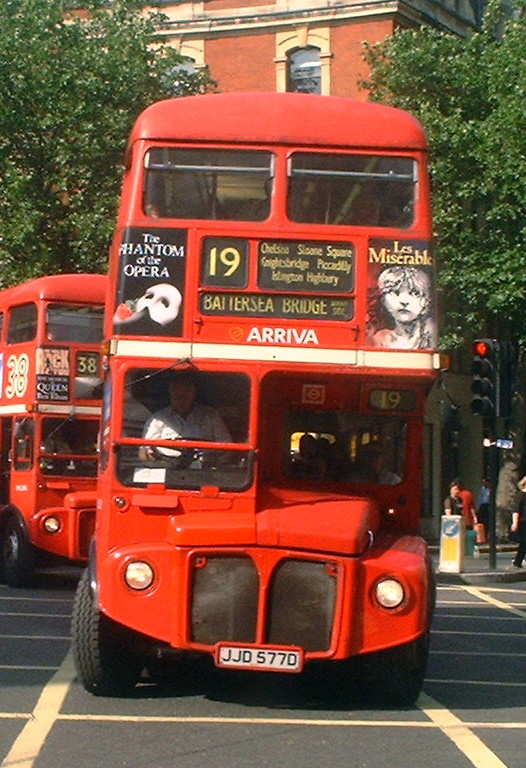
Автобусы модели RML компании Arriva London (маршруты 19 и 38) на перекрёстке Тоттенхэм-Корт-Роуд и Шафтсбери-авеню, август 2004 года.

У большей части произведенных автобусов длина составляла 27,5 футов (8,38 м), что соответствовало тогдашним ограничениям по габаритам транспортных средств. С вводом менее жёстких правил были выпущены так называемые "удлинённые" автобусы: 29 футов 11 дюймов (9,12 м), хотя внедрение их задерживалось из-за конфликта с профсоюзами транспортников, протестовавших против роста нагрузки на кондукторов.
| Модель | Тип                      | Длина              | Произведено | Примечания                                                                  |
| ------ | ------------------------ | ------------------ | ----------- | --------------------------------------------------------------------------- |
| RM     | городской автобус        | 27,5 фута (8,4 м)  | 2,123       |                                                                             |
| RML    | удлинённый городской     | 29,91 фута (9,1 м) | 524         |                                                                             |
| RMC    | междугородный            | 27,5 фута (8,4 м)  | 69          |                                                                             |
| RCL    | удлинённый междугородный | 29,91 фута (9,1 м) | 43          |                                                                             |
| RMF    | вход спереди             | 29,91 фута (9,1 м) | 51          | все выпущенные (кроме одного) поставлены Northern General Transport Company |
| RMA    | вход спереди             | 27,5 фута (8,4 м)  | 65          | для компании British European Airways                                       |
| FRM    | вход спереди             | 31,3 фута (9,5 м)  | 1           | Заднемоторный                                                               |

## Галерея

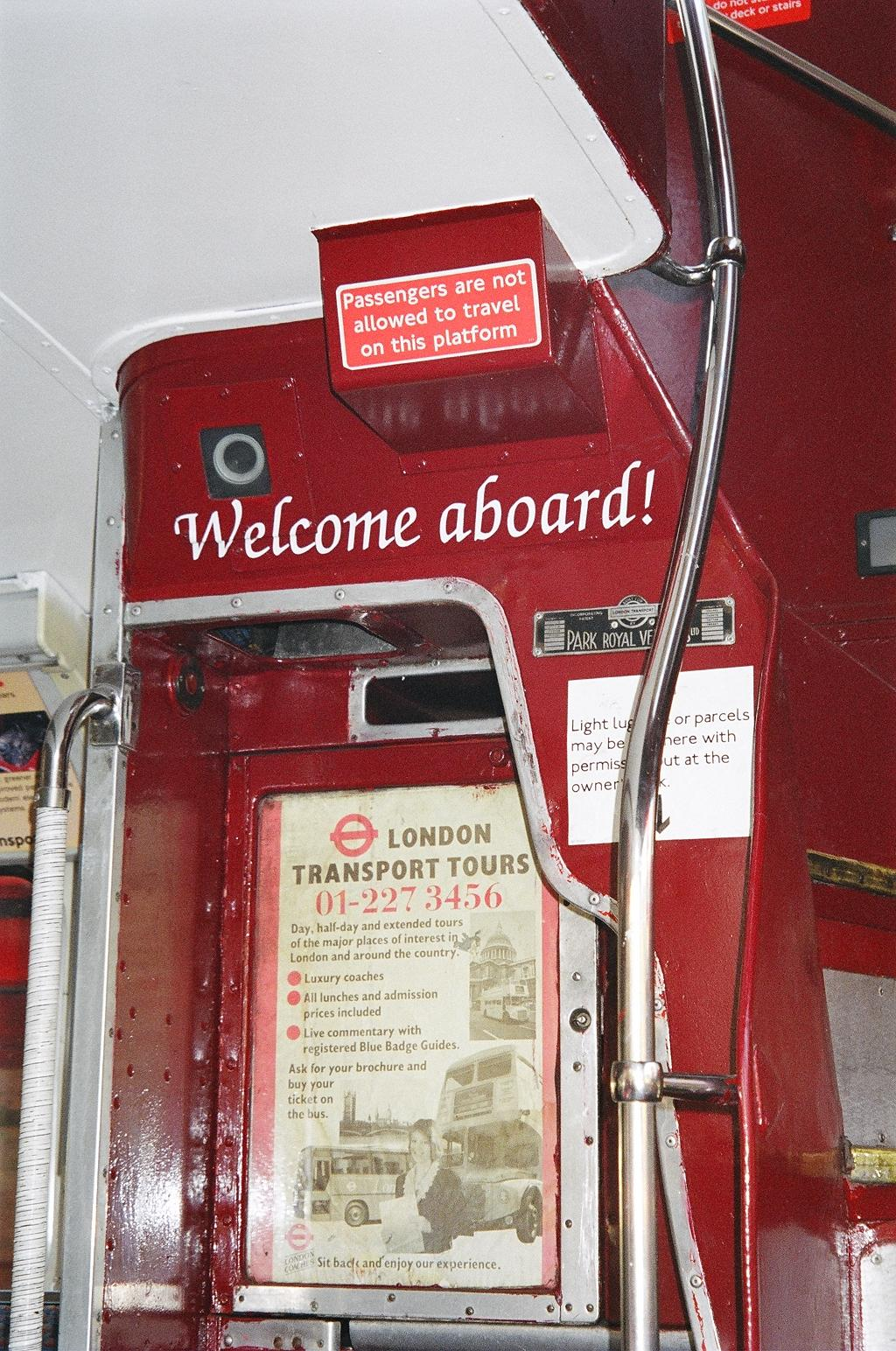
Welcome aboard!
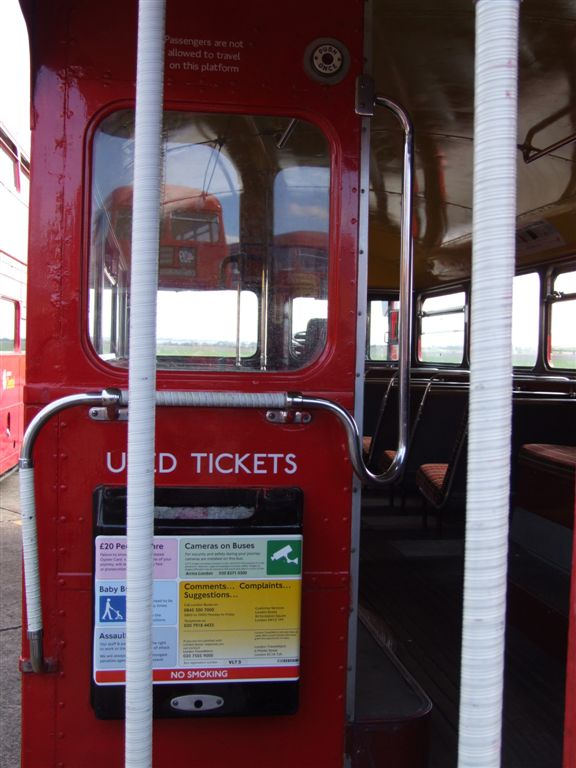
задняя площадка
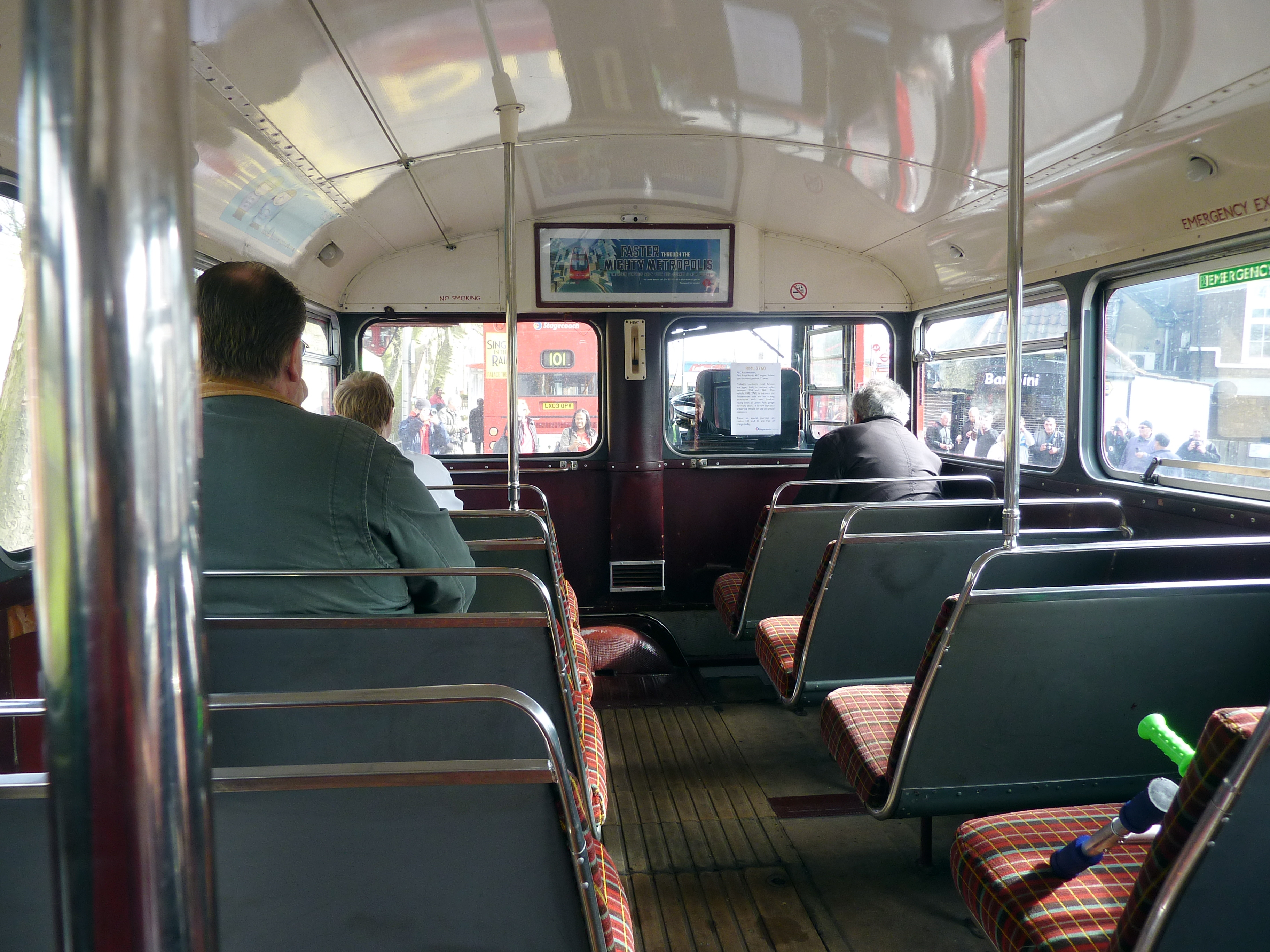
нижний этаж
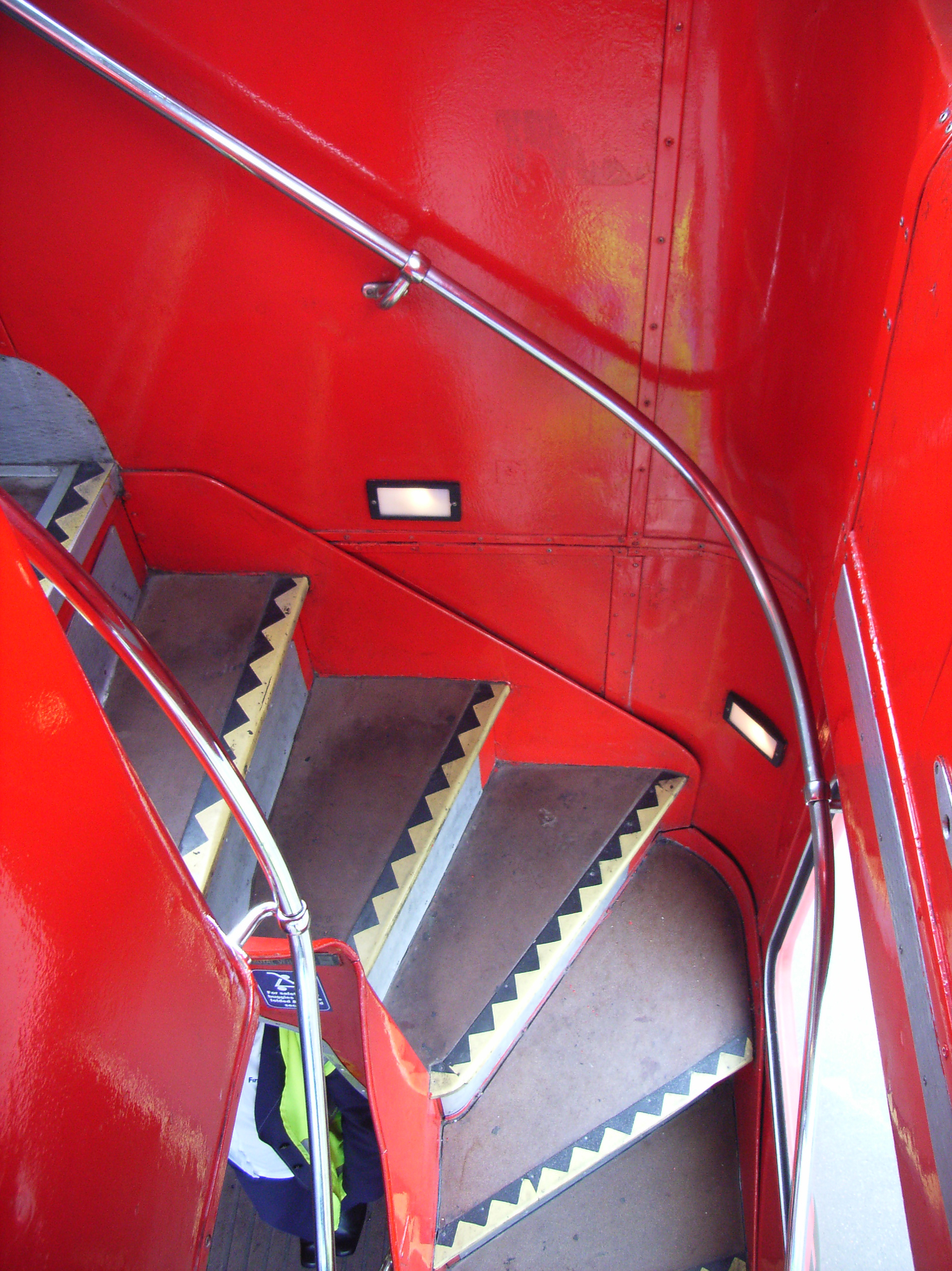
лестница
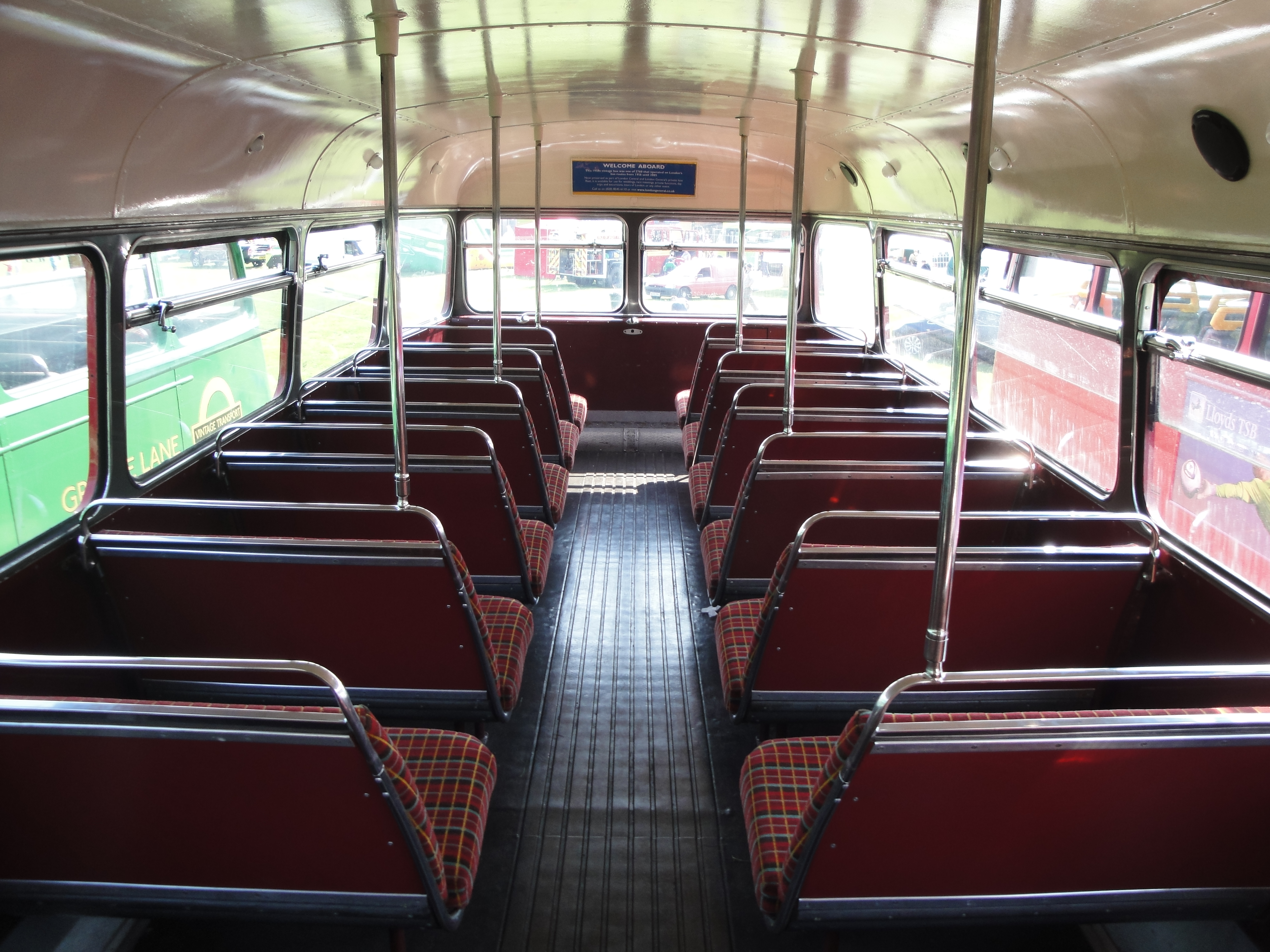
верхний этаж
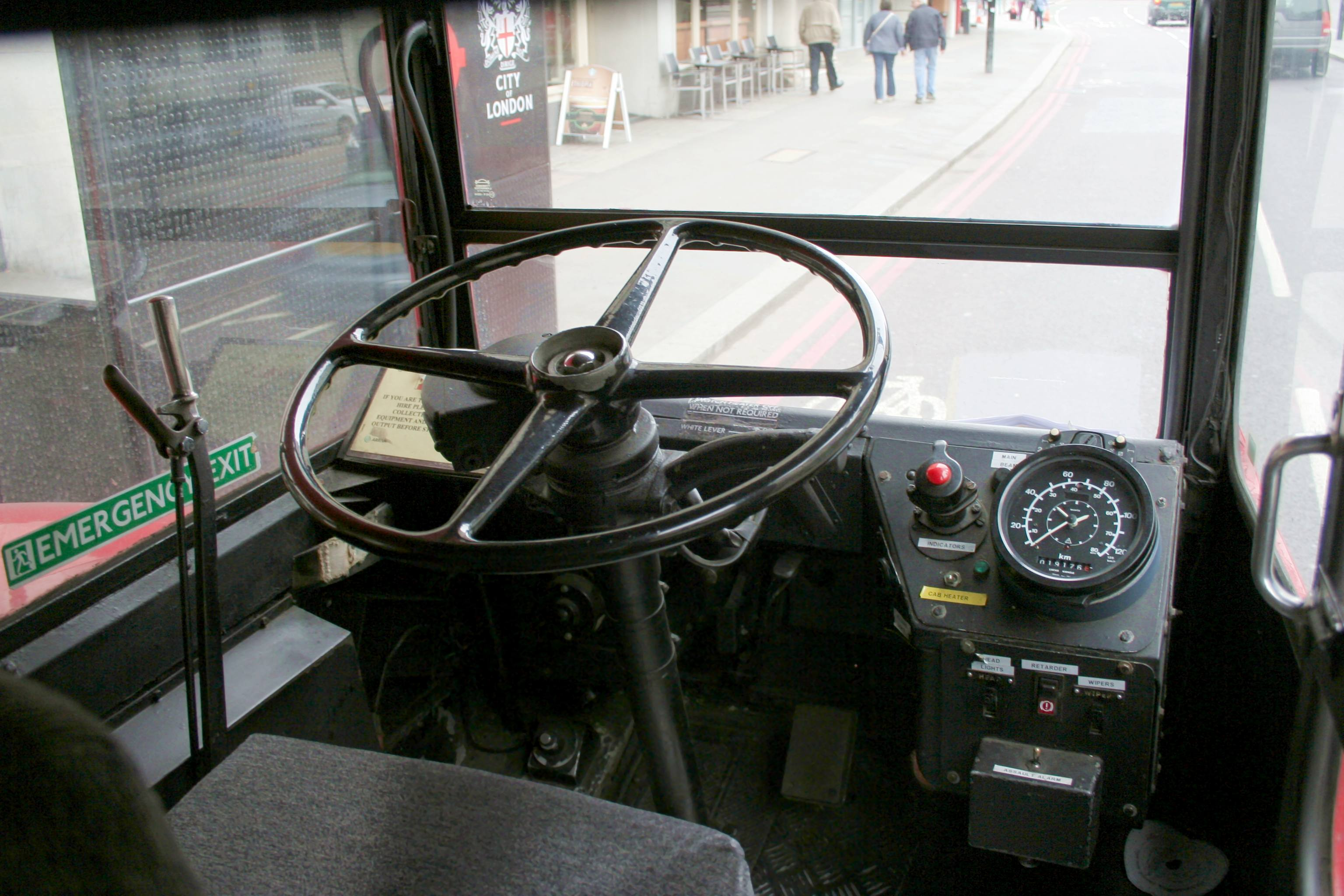
кабина водителя
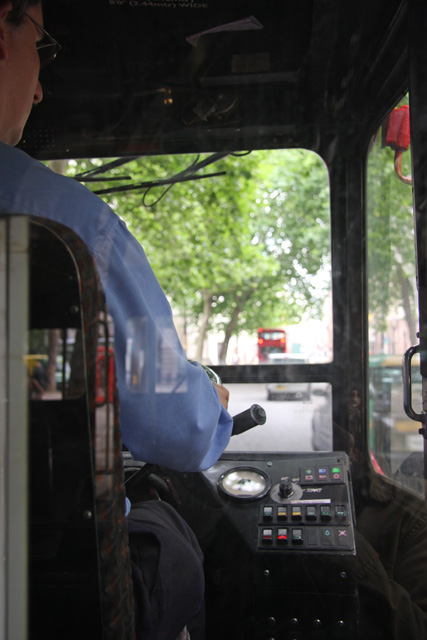
в пути
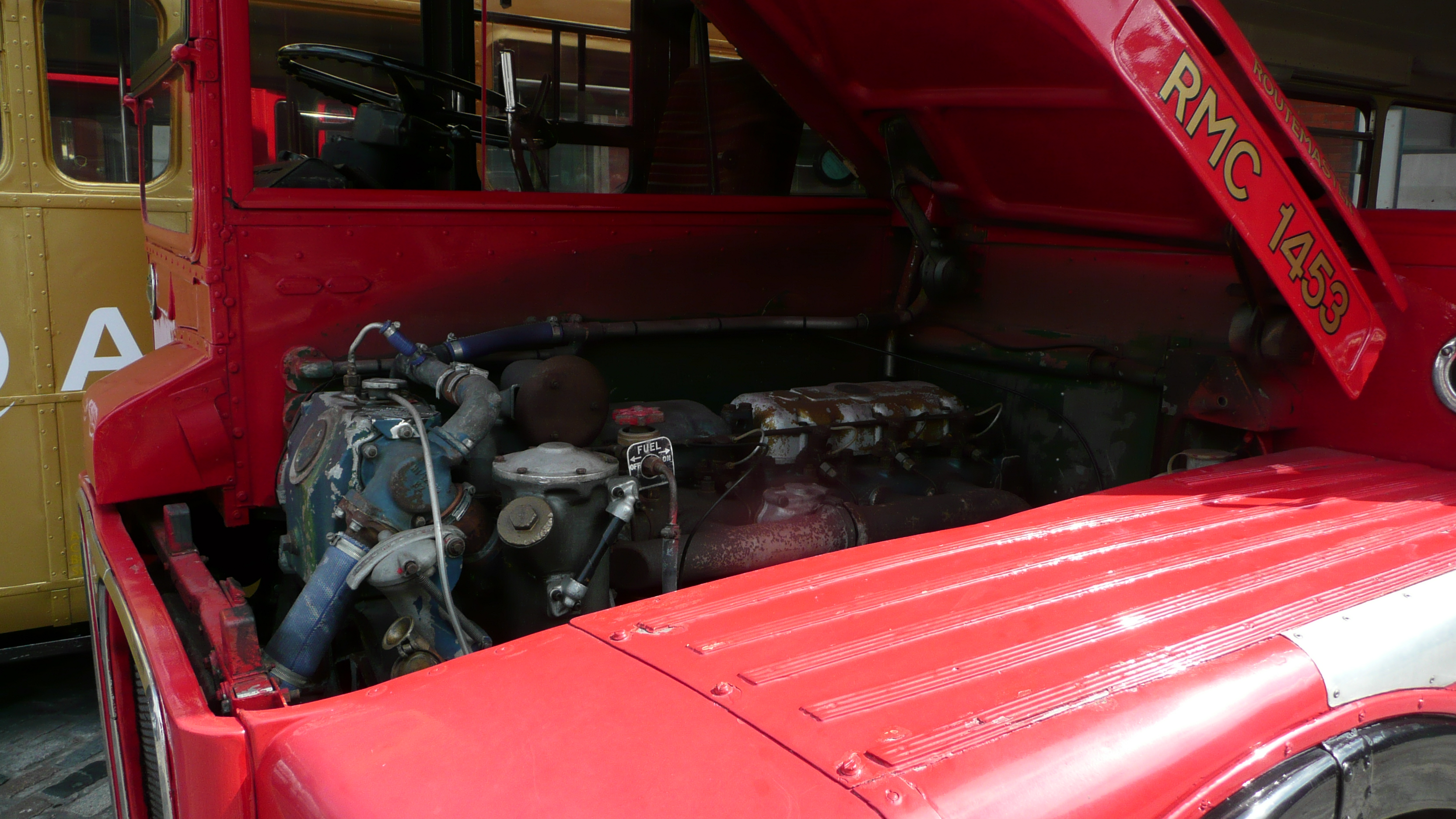
двигатель